# Agorafobie

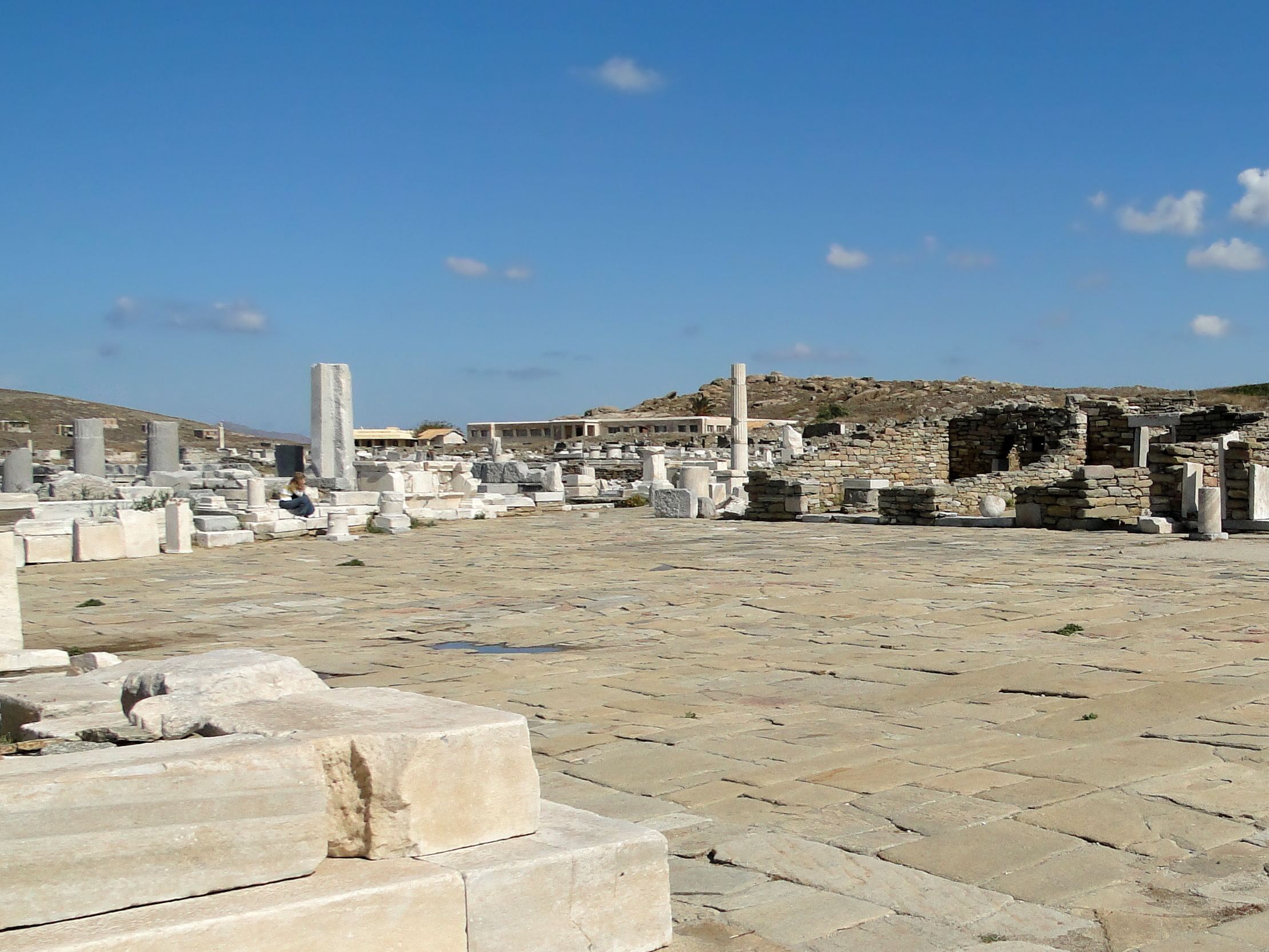
Agora, Delos (malý ostrov v Egejském moři v souostroví Kyklady). Památka zapsaná do seznamu UNESCO.

Agorafobie patří k úzkostným poruchám. Obecně je chybně považována za strach z otevřených prostranství. V podstatě jde ale spíše o strach z veřejných prostranství, míst, kde by nebyla rychle dostupná pomoc, a situací s nimi spojených. Tyto obavy mohou způsobit, že osoba trpící agorafobií se bojí opustit domov. Přitom ale může například přijímat návštěvy a pracovat, aniž by se porucha projevila – pokud ovšem zůstává ve své „bezpečné zóně“. Opakem je klaustrofobie – strach z uzavřených nebo omezených prostorů.
Název má původ v řeckých slovech agora (αγορά) a fobos (φόβος). Slovo agora ve staré řečtině znamená „kde se shromažďují lidé“. Lidé trpící agorafobií mívají těžké záchvaty paniky, pokud se cítí lapeni, nedostatečně chráněni, pokud mají pocit, že ztrácejí kontrolu nebo jsou příliš daleko od své „bezpečné zóny“. Během silných záchvatů úzkosti mohou být agorafobici uvězněni v domě, v určitém pokoji nebo i upoutáni na lůžko, než se jejich podrážděný nervový systém uklidní a hladina adrenalinu se vrátí na normální úroveň.
Lidé trpící touto poruchou jsou často přecitlivělí na své tělesné reakce a podvědomě přehnaně reagují na úplně běžné a normální situace. Například úsilí vynaložené na vyjití schodů si může agorafobik vyložit jako příčinu záchvatu paniky, protože zrychluje puls a dýchání.
Poruchy se projevují většinou po třicátém roce života. Jen zřídka vzniká v dětství nebo po dosažení 45 let. Průběh agorafobie je chronický, intenzita přitom kolísá.

## Diagnostická kritéria
- pacient pociťuje úzkost v situacích, ze kterých by v případě záchvatu paniky bylo obtížné uniknout nebo by nebyla dostupná pomoc
- pacient má strach vycházet sám z domu, stát ve frontě nebo v davu, cestovat vlakem, autobusem, autem atd.
- pacient se těmto situacím vyhýbá nebo je snáší s úzkostí nebo obavami ze záchvatu paniky, popřípadě vyžaduje doprovod
- úzkost a vyhýbavé chování nejsou způsobeny jinou poruchou

## Míra rozšíření
- ženy 3–4 %
- muži 1–2 %

- agorafobie bez panické poruchy (5 %)
- agorafobie s panickou poruchou (95 %)

## Léčba
Používá se terapie postupného vystavování obávané situaci v kombinaci s kognitivní terapií a někdy i farmakoterapií (antidepresiva SSRI a SNRI).
Většinou platí, že pomocí antidepresiv se dá omezit úzkost a tělesné příznaky, ale vyhýbavé chování spojené s agorafobií se téměř nemění. Proto se kromě farmakoterapie pacient (pod dohledem terapeuta i samostatně) postupně a systematicky (nejlépe denně) vystavuje obávaným situacím. Začíná se u situace působící nejmenší úzkost. Tato terapie je založena na faktu, že úzkost nemůže růst do nekonečna a pokud je pacient v kontaktu s obávanou situací po dostatečně dlouhou dobu, začne úzkost klesat.